# Ідліб (провінція)
Провінція І́дліб (араб. مُحافظة ادلب) — одна з 14 провінцій Сирії. Розташована на північному заході країни. Поділяється на 5 районів.
- Адміністративний центр — місто Ідліб.
- Інші міста — Мааррет-ен-Нууман, Аріга, Хан-Шейхун, Джіср-еш-Шугур, Саракіб, Маарет-Місрін, Салькін, Гіш[1].
- Площа — за різними джерелами від 5 993 км ² до 6 097 км ², населення — 1 359 000 осіб (2007 рік).

## Географія
На північному сході межує з провінцією Алеппо, на півдні з провінцією Хама, на заході з провінцією Латакія, на півночі з Туреччиною. У західній частині провінції протікає річка Ель-Асі (Оронт).

## Адміністративний поділ
Провінція розділена на 5 районів:
1. Аріга
2. Гарем
3. Ідліб
4. Джіср-еш-Шугур
5. Мааррет-ен-Нууман